# INF Clairefontaine

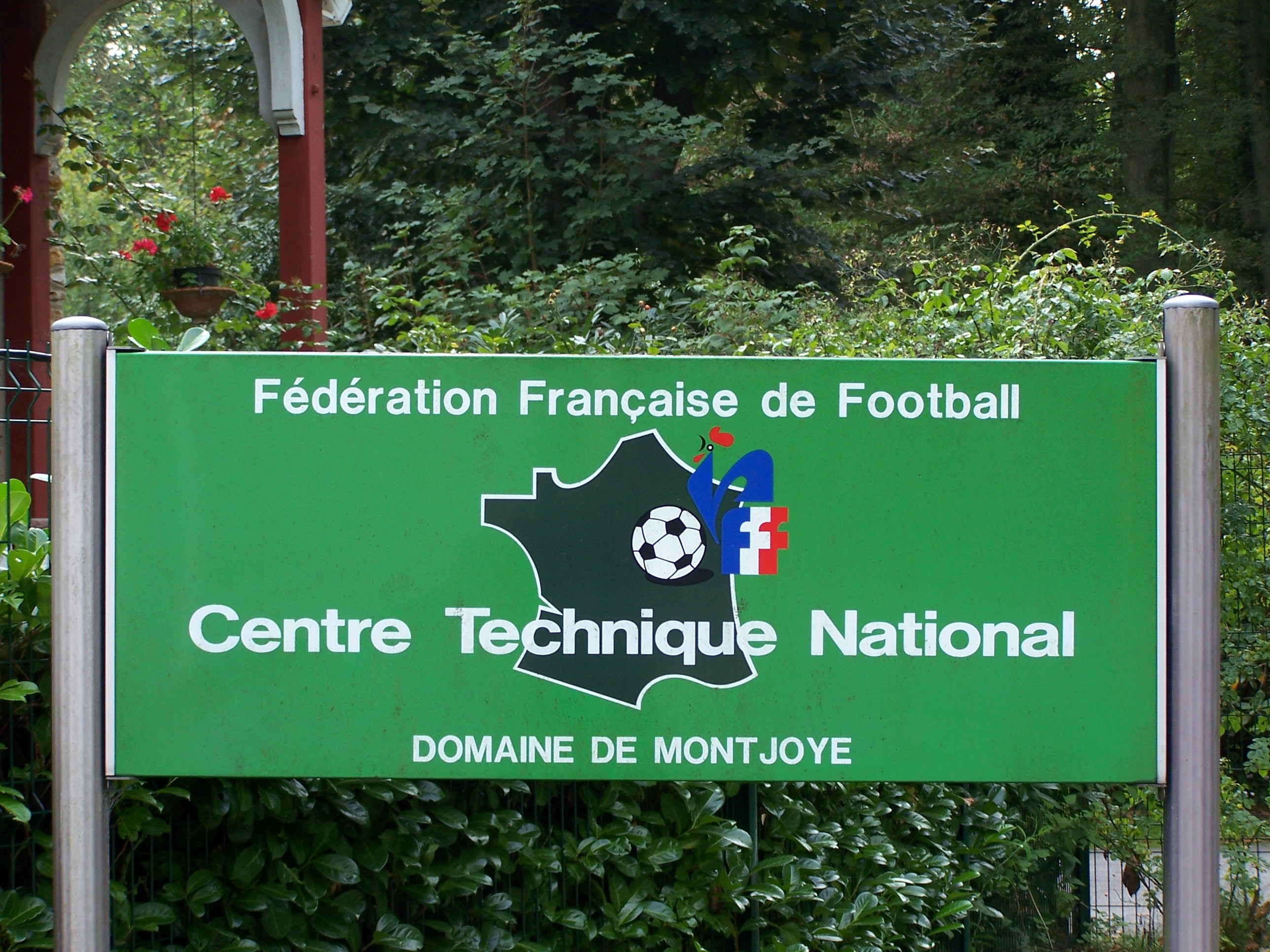
Wjazd do INF Clairefontaine

Le Centre Technique National Fernand-Sastre (znane jako Clairefontaine ze względu na umiejscowienie w Clairefontaine-en-Yvelines) – francuska narodowa akademia piłkarska uchodząca za jedną z najlepszych na świecie.
Oprócz boisk piłkarskich i wyposażenia medycznego i treningowego Clairefontaine posiada także 3 korty tenisowe.

## Znani wychowankowie
| - Nicolas Anelka - William Gallas - Thierry Henry - Louis Saha - Kylian Mbappé - Sébastien Bassong - Jérôme Rothen - Jérémie Aliadière - Jimmy Briand - Philippe Christanval - Franck Dumas - Jacques Faty - Richard Dutruel - Nicolas Maurice-Belay - Issiar Dia - Geoffrey Jourdren - Yacine Brahimi |  | - Abou Diaby - Gabriel Obertan - Mourad Meghni - Ricardo Faty - Hatem Ben Arfa - Habib Bellaïd - Jean-Luc Ettori - Pascal Olmeta - Grégory Proment - Johan Radet - Grégory Wimbée - Lionel Mathis - Blaise Matuidi - Kemal Bourhani - Reynald Lemaître - Franck Béria |  | - Damien Plessis - Garra Dembélé - Moussa Sow - Hérold Goulon - Rudy Haddad - Steeve Joseph-Reinette - Damien Deom - Gérard Gnanhouan - Jirès Kembo Ekoko - Aurélien Montaroup - Grégory Sertic - Damien Perquis - Selim Benachour - Willy Boly |